# Gião (Vila do Conde)
Gião é uma povoação portuguesa sede da Freguesia de Gião do Município de Vila do Conde, freguesia com 5,66 km² de área e 1659 habitantes (censo de 2021), tendo, por isso, uma densidade populacional de 293,1 hab./km².

## Demografia
A população registada nos censos foi:
| Distribuição da População por Grupos Etários | Distribuição da População por Grupos Etários | Distribuição da População por Grupos Etários | Distribuição da População por Grupos Etários | Distribuição da População por Grupos Etários |
| -------------------------------------------- | -------------------------------------------- | -------------------------------------------- | -------------------------------------------- | -------------------------------------------- |
| Ano                                          | 0-14 Anos                                    | 15-24 Anos                                   | 25-64 Anos                                   | > 65 Anos                                    |
| 2001                                         | 278                                          | 202                                          | 866                                          | 189                                          |
| 2011                                         | 278                                          | 185                                          | 1032                                         | 261                                          |
| 2021                                         | 203                                          | 195                                          | 959                                          | 302                                          |

## História
Sabe-se que os romanos andaram próximos destas terras, já que a Via Veteris, que as atravessa, de traçado romano, teve na sua proximidade, habitações. 
O documento mais antigo conhecido, datado de 921, é referente à venda de um prédio rústico do lugar de Tresval. 
Gião foi reitoria do Mosteiro de Vairão, no antigo concelho da Maia. A sua primitiva igreja, disputada, no século XIV, pelo mosteiro de Santo Tirso, continuou, no entanto pertença do mosteiro de Vairão. A igreja atual data do século XVIII / XIX. 
Esta freguesia passou a integrar o concelho (atual município) de Vila do Conde desde a divisão administrativa de 1836.

## Actividade Económicas
- Agropecuária de bovinos de leite
- Plantação de madeira
- Produção de canoas
- Indústria automóvel

## Festas e Romarias
- Santíssimo Sacramento - (último fim de semana de Julho)
- Santo Estêvão - Dia 26 de Dezembro
- festa dos acólitos-Dia 13 de Dezembro
- Grupo Filhos de Maria - Dia 11 de Setembro

## Outras
- A nível religioso, a paróquia tem como Orago (Padroeiro) Santo Estêvão, o primeiro mártir, que se celebra a 26 de Dezembro.
- Nesta freguesia encontra-se o maior painel fotovoltaico produtor de eletricidade em sistema de microgeração do país, bem como existe a maior fábrica de produção de canoas a nível mundial.